# Евреи в Австралии
Евреи (англ. Jews in Australia) — национальное меньшинство в Австралии, по переписи 2011 года насчитывающее 97 335 человек (0,3 процента населения Австралии). Основные места поселения евреев в Австралии — Мельбурн и Сидней. Исповедуют иудаизм.

## История

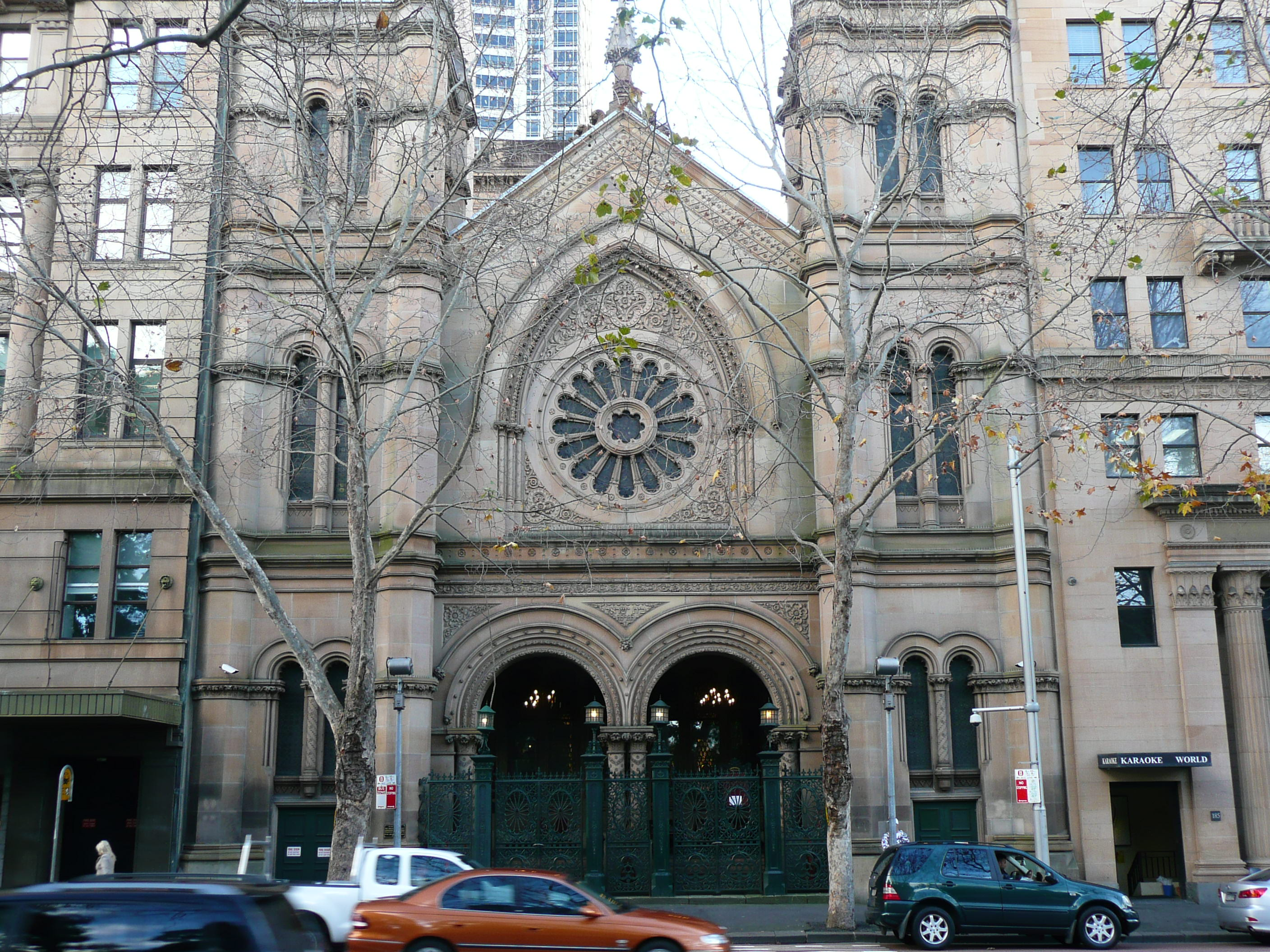
Большая синагога в г. Сидней. Была построена в 1878 году.

Первыми евреями, приехавшими в Австралию были, как и большинство прибывающих в то время, 8 английских осужденных транспортируемых в Ботани в 1788 году на борту Первого флота. В последующие 60 лет были привезены более 1000 еврейских осужденных. За все время было перевезено 15 100 осужденных, перевозки были прекращены в 1840 году в Новом Южном Уэльсе и в 1853 Тасмании. Из тех, кто прибыл на 1845 около 800 были евреями. Большинство из них приехали из Лондона, они были рабочими и в основном мужчинами. Только 7 % из осужденных евреев были женщины, по сравнению с 15 % у не еврейских заключенных. Средний возраст осужденных был 25 лет.
В первое время, так как Церковь Англии была государственной религией, все осужденные были обязаны посещать англиканскую церковь по воскресеньям. В том числе ирландские католики, и евреи. Кроме того, образование в новом поселке до 1840 года контролировалось англиканской церковью.
В 1817 году в Сиднее были сделаны первые шаги к формированию организации Хевра́ Кади́ша (еврейское общество захоронения), но выделенные земли под еврейское кладбище не были утверждены вплоть до 1832 года. В 1830 году отмечена первая еврейская свадьба в Австралии.
Пик еврейской иммиграции пришёлся на время антисемитизма во время Второй мировой войны. С 1938 года в Австралии работает Еврейское историческое общество.

## Община

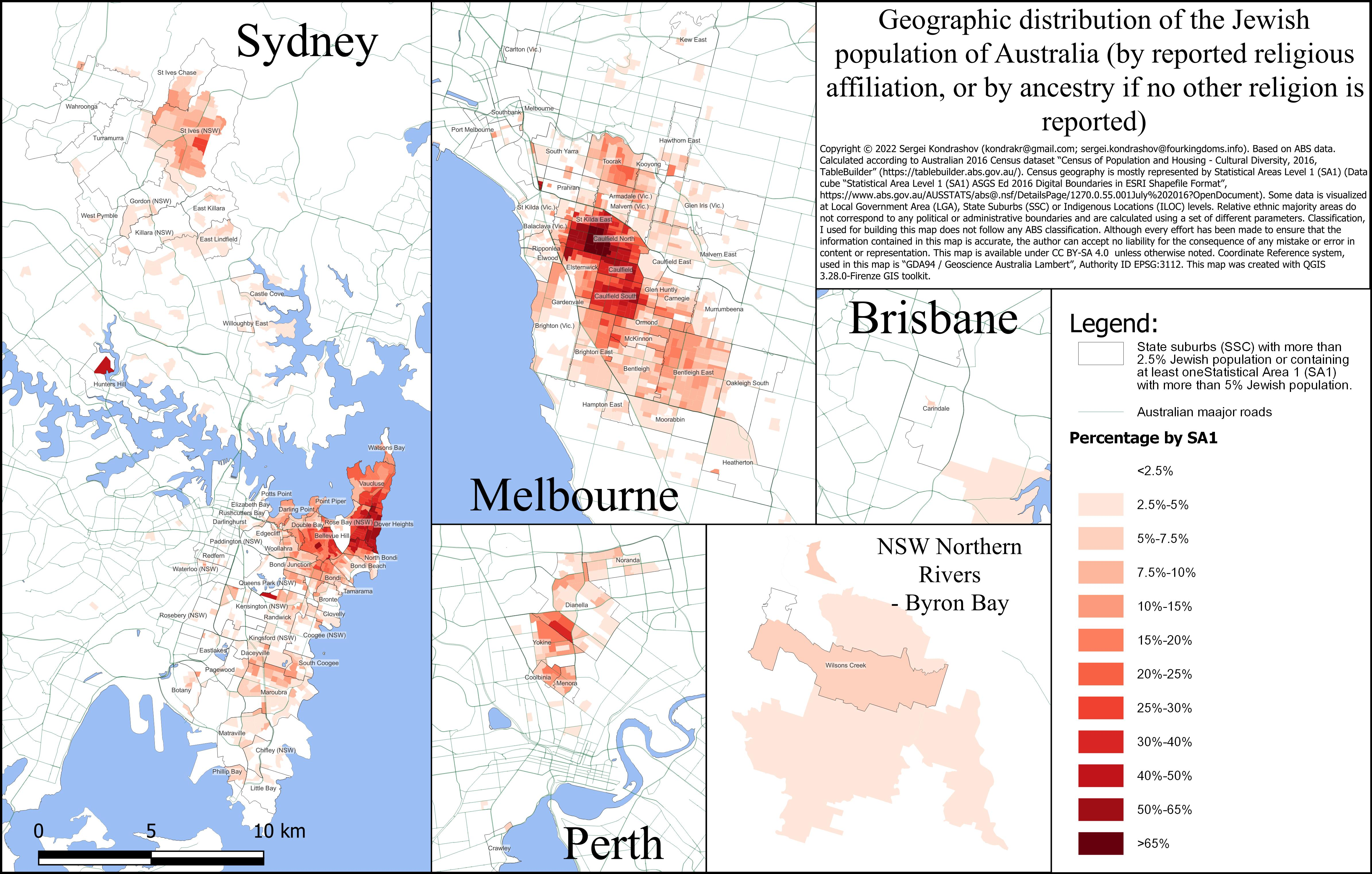
Географическое распределение еврейского населения Австралии (по их заявленной религиозной принадлежности или по происхождению, если не сообщается о другой религии) по статистическим районам 1 (SA1)

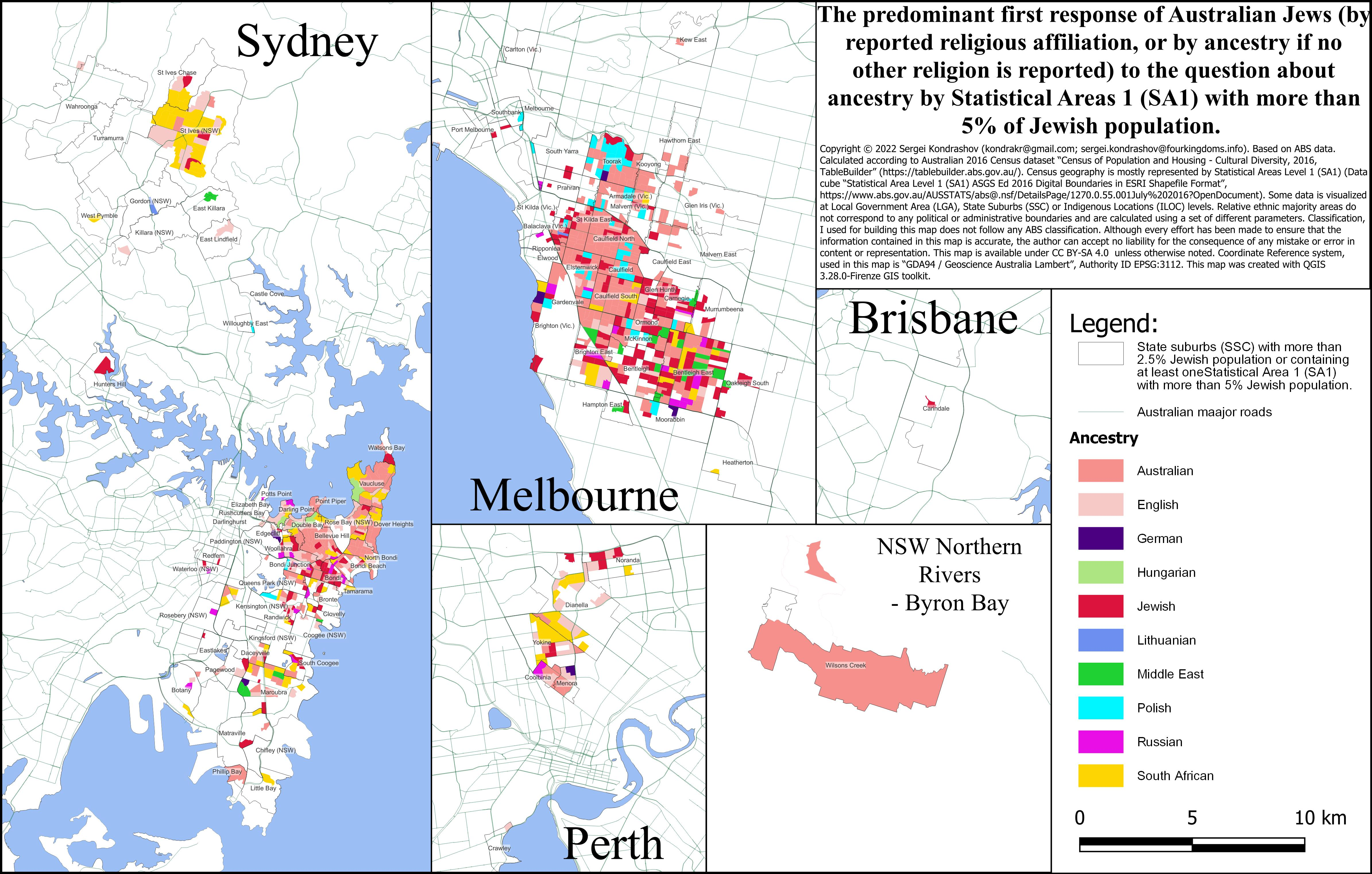
Преобладающий первый ответ (можно давать два, если родители разного происхождения) австралийских евреев (по их заявленной религиозной принадлежности или по происхождению, если не сообщается о другой религии) на вопрос о происхождении предков, по Статистическим районам 1 (SA1) с более чем 5 % еврейского населения.

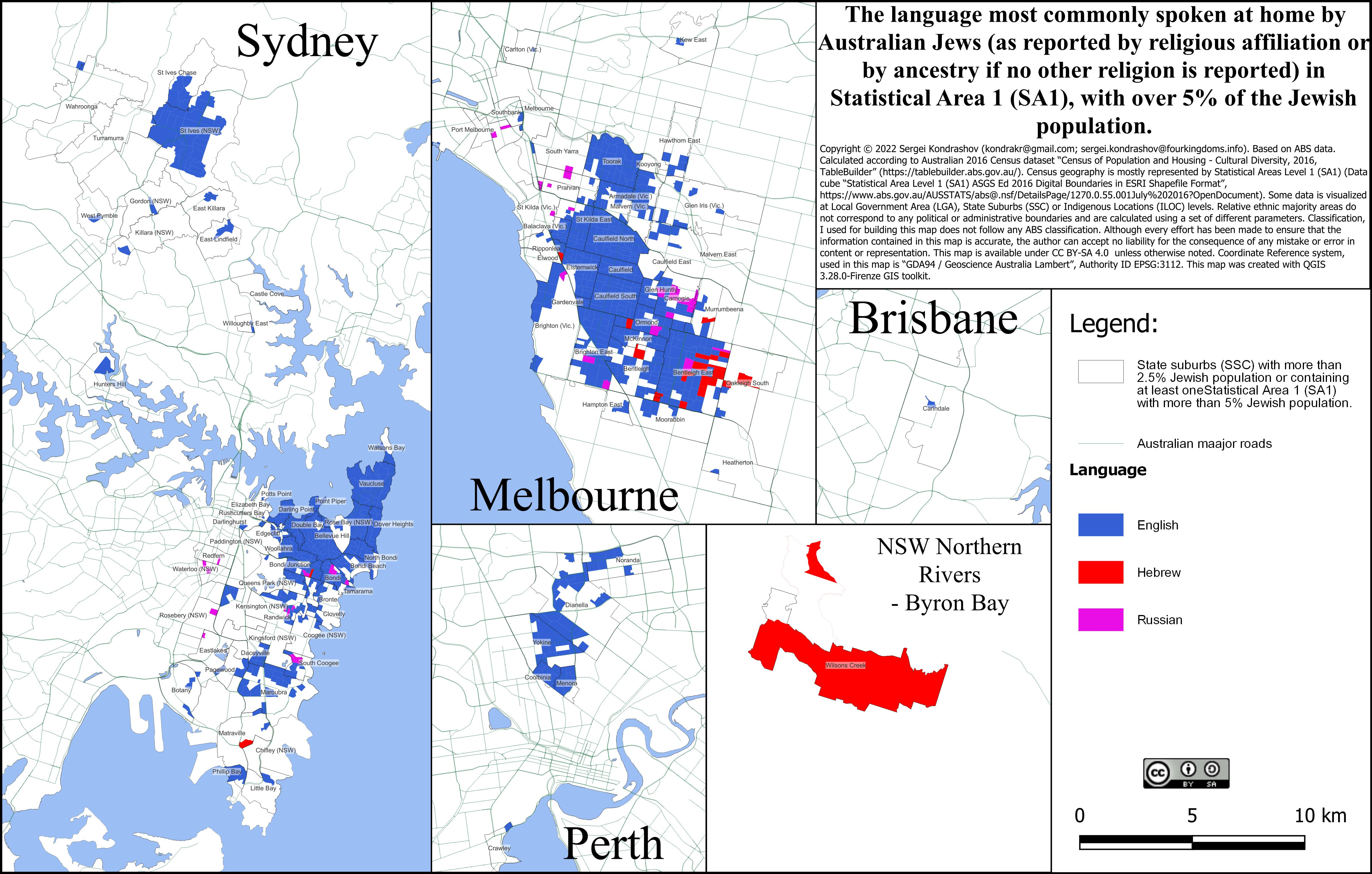
Язык, на котором чаще всего говорят дома австралийские евреи (по данным религиозной принадлежности или происхождения, если не сообщается о какой-либо другой религии), по Статистическим районам 1 (SA1), где проживает более 5 % еврейского населения.

Первые попытки по созданию еврейской общины были сделаны ещё в 1890-х годах.
В 1930 году, под руководством Ады Филлипс синагога Бет Израиль, получила постоянный статус в Мельбурне . В 1938 году старейший раввин, Герман Сэнгер сыграл важную роль в создании ещё одной синагоги Эмануэль в Сиднее . Он также сыграл роль в создании ряда других синагог в других городах в Австралии и Новой Зеландии. Первым раввином австралийского происхождения был Джон Леви.

## Население
Около 90 % австралийских евреев живут в Сиднее и Мельбурне. В Мельбурне и Перте имеются еврейские школы.
С 2008 по 2012 год более 400 австралийских евреев переехали в Израиль. В период с 2009 по 2010 год иммиграция из Австралии в Израиль увеличилась на 50 %. В 2010 году иммиграция увеличилась на 45 %, 240 австралийских евреев переехали в Израиль, по сравнению с 165 в 2009 году. Это является самым высоким показателем в англоязычных странах.